# Curimopsis cyclolepidia
Curimopsis cyclolepidia is een keversoort uit de familie pilkevers (Byrrhidae). De wetenschappelijke naam van de soort is voor het eerst geldig gepubliceerd in 1902 door Münster.